# Kaum öffne ich die Augen
Kaum öffne ich die Augen (Originaltitel: À peine j’ouvre les yeux, deutscher Sendetitel: Wenn ich die Augen öffne) ist ein französisch-tunesisches Filmdrama nach dem Drehbuch von Regisseurin Leyla Bouzid und Koautorin Marie-Sophie Chambon aus dem Jahr 2015. Das Spielfilmdebüt der Regisseurin wurde unter anderem mit dem Publikumspreis und dem Europa Cinemas Label Award für den besten europäischen Film bei den Venice days 2015, dem Bayard d’or für den besten Debütfilm beim Festival international du film francophone de Namur sowie dem Grand Prix Muhr Award beim Dubai International Film Festival ausgezeichnet.

## Handlung
Es ist Sommer 2010, wenige Monate später werden sich in Tunesien die Ereignisse überschlagen, in deren Folge der Langzeitpräsident das Land verlassen und die Welt auf dieses Land am Mittelmeer schauen wird. Einige Anzeichen deuten bereits darauf hin. 
Farah, ein hübsches junges Mädchen aus der Mittelschicht von Tunis, hat ein sehr gutes Abitur abgelegt. Sie ist ein Wirbelwind, genießt das Leben, will ausgehen, trifft sich mit Freunden, betrinkt sich auch mal mit Bier und will Spaß haben. Die Eltern tolerieren das Treiben der Tochter, auch wenn es der Mutter nicht gefällt. Farahs Mutter möchte eine gute Zukunft für die Tochter und geht fest davon aus, dass diese nach dem Sommer Medizin studieren wird. Doch Farah hat ganz andere Zukunftswünsche. Während der Sommerferien hat sie sich einer Rockband angeschlossen und probt mit ihnen eifrig für den ersten öffentlichen Auftritt. Sie träumt davon, Sängerin zu werden. Überdies ist sie frisch verliebt in ein Bandmitglied und trifft sich heimlich mit ihm. Die beiden sind auch intim miteinander. Farah schleicht sich abends zu den Proben aus dem Haus und belügt die Mutter über ihre Aufenthaltsorte. Was Farah jedoch zu dieser Zeit nicht weiß, ist, dass die Band bereits aufgrund der Songs, die sie spielen, von der Polizei beobachtet wird. Sie gelten als zu kritisch gegenüber dem herrschenden System.
Es dauert nicht lange und die Mutter kommt dahinter, wo Farah ihre Zeit verbringt. Anlass war der Besuch Moncefs, eines alten Freundes, der sie warnt, dass ihre Tochter sich in zwielichtiger Gesellschaft aufhalten und ein Polizeieinsatz kurz bevorstehen würde. Er legt ihr eindringlich ans Herz, die Tochter im Auge zu behalten und von der Band und den Orten, wo sie sich bewegen, fernzuhalten. Es kommt zu Diskussionen zwischen Mutter und Tochter, die sich immer weiter zuspitzen. Als der Tag des Auftritts naht, schließt Farah ihre Mutter zu Hause ein und läuft in die Nacht, um aufzutreten. Am Ende des ersten Sets will Farah gehen, um die Dinge mit der Mutter in Ordnung zu bringen, aber Borhène droht ihr, dass sie dann aus der Band fliegen würde. So bleibt sie und singt. 
Es läuft gut für die Band, und Farah plant, ihre Musikkarriere voranzutreiben. Die häusliche Situation verschlechtert sich, als die Mutter sie einfach für das Medizinstudium einschreibt. Farah überlegt bei ihrem Freund einzuziehen.
Während der Proben und Auftritte ist Ali, der Manager der Band, damit beschäftigt die Gruppe zu filmen. Als einmal ein Konzert von der Polizei abgebrochen wird, singt Farah trotzig auf der Straße weiter. Die Band spielt weitere Konzerte, Farah singt die Texte, die Borhène schreibt, bis dieser eines Tages von der Polizei festgenommen und während der Nacht, die er auf der Polizeistation verbringen muss, verhört und geschlagen wird. Bei der nächsten Probe kommt es zur Auseinandersetzung mit Manager Ali, dem Borhène vorwirft zu spionieren und ihn an die Polizei ausgeliefert zu haben. Ali drängt, die Band möge ihre Texte entschärfen und warnt Farah vor dem Polizeiapparat. Farah schlägt sowohl diese Warnungen wie auch die ihrer Mutter in den Wind. Ihre Beziehung zu ihrem Freund wird schwieriger, da er gar nicht so aufgeschlossen ist, wie seine Texte vermuten lassen.
Um die Tochter im Zaum zu halten und aus dem Fokus zu nehmen, wird beschlossen, dass sie zum Vater nach Gafsa fahren soll. Die Mutter bringt Farah zum Busbahnhof in Tunis. Während diese ein Ticket kauft, geht Farah um ein Getränk zu holen, kommt jedoch nicht zurück, ist wie vom Erdboden verschluckt. Die Mutter macht sich panisch auf die Suche nach ihrer Tochter. In einer zweifelhaften Bar trifft sie dabei auch deren Freund. Dieser will die Sache im Internet publik machen, doch die Mutter möchte das nicht. Sie sucht lieber von sich aus den Kontakt zu ihrem alten Freund Moncef, der sie schließlich auch darüber aufklärt, wo sich Farah aufhält. Er rät ihr zur Polizeistation zu gehen und sich nicht mit Ausreden abspeisen zu lassen, bis diese endlich frei kommt. Doch die brutalen Verhöre haben Spuren bei Farah hinterlassen: während der Haft wurde auch sie misshandelt und sexuell belästigt. Außerdem wurde ihr im Verhör klar, dass sie gleich doppelt verraten wurde. Zum einen von Bandmitglied Sami und darüber hinaus durch ihren Freund, dessen abwertende Kommentare zu ihrer beider Sexleben Farah vom Band vorgespielt wurden. Wieder daheim kämpft Farah mit Depressionen und steigt aus der Band aus. Das Verhältnis zur Mutter, zwischenzeitlich schon verändert durch deren Suche nach der Tochter, bekommt eine neue Wende. Es ist die Mutter, die mit Farah während ihrer Krankheit singt und so der Tochter hilft, ihre Stimme wiederzufinden. Beide Frauen haben wieder zueinander gefunden.

### Hauptcharaktere
Farah, 18 Jahre alt, rundes Gesicht mit strahlenden Augen, von Locken umrahmt, ist eher zart von Statur, aber voll ungebändigter Energie. Sie hat eine heimliche Beziehung mit Borhène, wie sie ein Mitglied in der Underground–Rockband Joujma. Sie ist in einem Alter, in dem Liebe und Revolte sich Bahn brechen, aber die persönliche Unabhängigkeit noch nicht vorhanden ist. Die Wünsche der Familie erscheinen ihr beinahe spießig, sie will Spaß haben und singen. Sie trinkt mit den Jungs der Band Bier in einer Bar und probiert auch einmal Cannabis, wie es von einigen Mitgliedern der Band konsumiert wird.
Hayet, die Mutter von Farah, unglaublich stolz auf ihre Tochter und deren Abitur, meldet diese ohne ihr Wissen einfach zum Medizinstudium an. Einst war die Mutter selbst ein Freigeist. Wegen Farahs Musikambitionen herrscht in der Familie eher angespannte Stimmung, ausgelöst durch die Überfürsorge der Mutter und Konflikte zwischen den Frauen. Zwischen beiden herrscht anfangs eine Art Hassliebe, die sich wandelt, als Farah verhaftet wird und die Mutter alles versucht, um ihre Tochter wiederzubekommen.
Borhène, Freund von Farah, Oudspieler, Leadgitarrist und Texter der Band, hält zusammen mit Farah anfangs ihre Liebesbeziehung vor deren Familie und den weiteren Bandmitgliedern geheim. Er scheint es zu mögen, wenn Farah wild und frei auftritt, aber auch er hat Tendenzen, ihr die Erwartung aufzuzwingen, wie ein Mädchen sich zu benehmen habe. Nach einem sehr kritischen Konzert wird er verhaftet.
Mahmoud, Vater von Farah, strafversetzt in den Süden des Landes, da er sich weigerte, der führenden Partei beizutreten, ist dadurch oft abwesend vom Familienleben. Generell kümmert er sich eher wenig um Farah. Er setzt sich nicht mit der Tochter auseinander, stimmt ihr aus Bequemlichkeit eher zu. Vermittler wird er erst, als die Beziehung zwischen Mutter und Tochter ins Straucheln gerät.
Moncef, Ex-Freund der Mutter Hayet in ihrer Jugend, mit dem diese den Kontakt abbrach, als er in den Staatssicherheitsdienst eingetreten war. Er berichtet Hayet über die Leute, mit denen Farah Umgang pflegen, trinken und rauchen würde, und warnt sie vor den Folgen.

### Hintergrund
Der Titel des Films steht, laut Regisseurin, für einen Teenager, der die Augen öffnet und beginnt sein Leben in die Hand zu nehmen und sich mit Hindernissen – der Familie, der Gesellschaft und dem Staat – konfrontiert sieht. Er würde auch für ein Tunesien stehen, welches wenige Monate vor der Revolution beginnt die Augen zu öffnen und realisiert, was in der Gesellschaft geschieht. Beginnend mit dem Zeitpunkt Sommer 2010 bis zum Monat Dezember geht der Film an die Anfänge kurz vor der Revolution zurück und fängt damit die Stimmung kurz vor dem Umbruch ein. Junge Menschen drängen nach Freiheit. Mit den Konflikten des Films greift die Regisseurin einige der Punkte auf, die später zum Aufbegehren führen werden. Kontrolle und Überwachung, dargestellt durch die Verhaftungen der Bandmitglieder, die herrschende Korruption im Land, am Beispiel von Hayet, als sie den Polizisten besticht, damit er umgehend mit den Ermittlungen beginnt. Sie zeigt auch die „Last der traditionellen Gesellschaft und ihrer chauvinistischen Werte“, in Form der Szene, in der sie Hayet in die Bar gehen lässt, um den Freund der Tochter aufzusuchen, angestarrt in einem Raum voll mit Männern. Der Film stellt die Beziehung zwischen Mutter und Tochter in den Mittelpunkt, zeigt lieben und loslassen. Natürlich liebt Hayet ihre Tochter und hat bis zu einem gewissen Grad auch Verständnis für deren Drang nach Freiheit und Veränderung, doch im Gegensatz zur Unbekümmertheit und Unbändigkeit der Jugend von Farah, weiß Hayet, welche Konsequenzen es haben kann, wenn man sich in einem Polizeistaat auflehnen würde. So gerät die Mutter in ihrer Liebe und Sorge um die Tochter, zwangsläufig immer wieder mit dieser aneinander. Der Vater, mit seiner Anstellung im Süden, bildet den Ankerpunkt in die Region der Phosphatminen, wo Arbeiter wegen der Arbeits- und Lebensbedingungen immer wieder aufbegehren. Auch dem Vater kann es in diesem System nicht gelingen, wieder zurück in die Stadt Tunis versetzt zu werden, er ist nicht angepasst. Der Film befasst sich mit den Fragen nach der Befreiung von Familie, Gesellschaft und dem System. Am Beispiel Farah, die lauthals durch die Songs, die den ganzen Film begleiten, ihrer Stimme Gehör verschaffen will, zeigt sich, wie sie auf diesem Weg „regelrecht zermalmt“ wird. Der Film sei nicht autobiografisch sagte die Regisseurin, doch habe auch sie als junger Mensch Verrat in ihrem Umfeld erlebt. Jeder habe irgendwann in Tunesien Zugeständnisse machen müssen oder sich einer Unmenge von Hindernissen gegenübergesehen, laut Bouzid.

## Entstehung

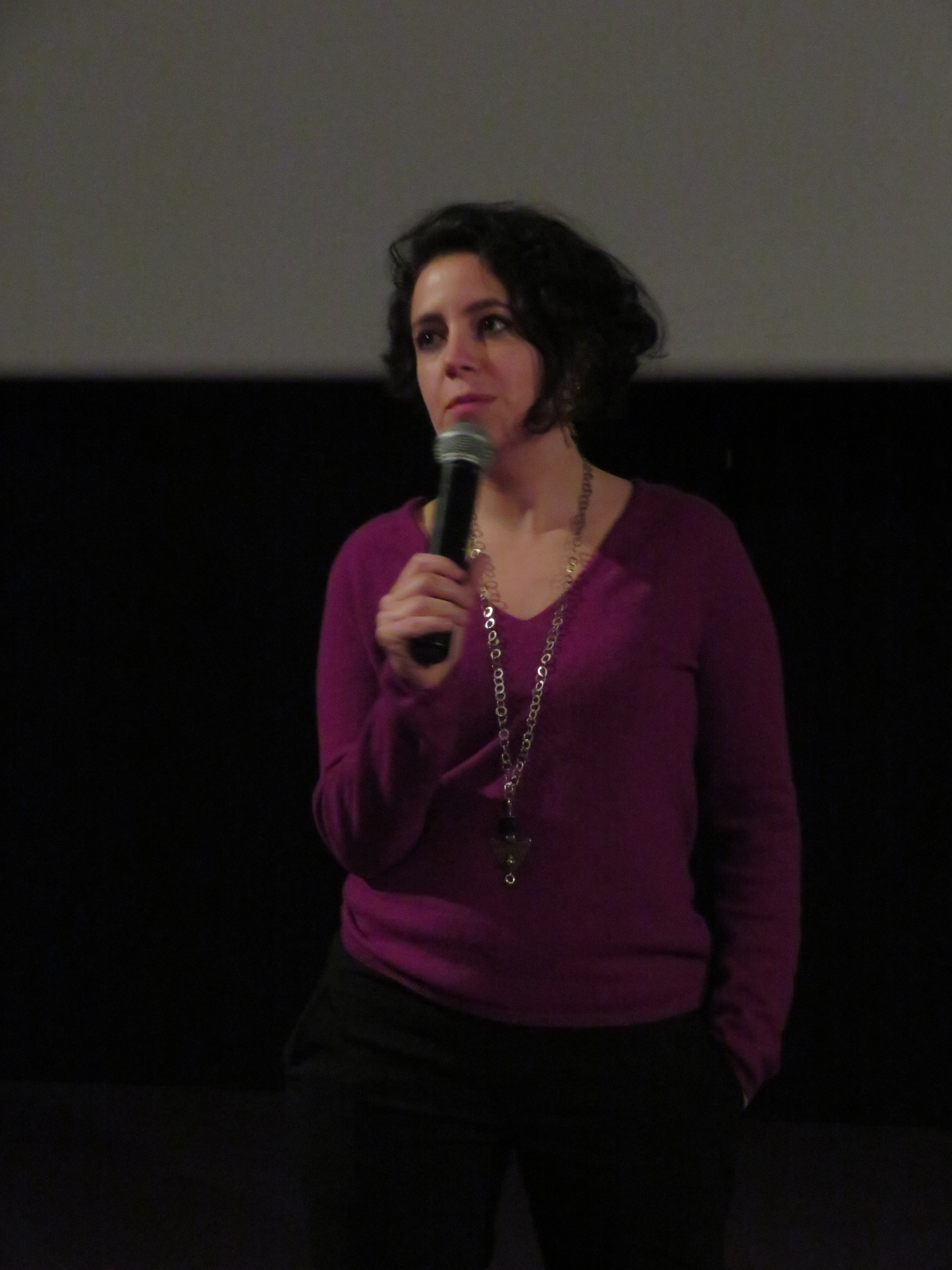
Regisseurin und Drehbuchautorin Leyla Bouzid während der Vorstellung des Films Vent du Nord anlässlich der Premiere am 22. März 2018 in Beauvais

Der Film entstand aus mehreren Gründen, einer der wichtigsten war, als die Revolution in Tunesien 2010/2011 auf den Straßen stattfand und viele Leute die Vorgänge filmend festhielten, war der Regisseurin klar, man würde endlich auch in der Lage sein über die Vergangenheit und den Polizeistaat unter der Präsidentschaft Zine el-Abidine Ben Alis zu sprechen. Ein weiterer Punkt war, sie hatte bereits den Kurzfilm Soubresauts über eine Mutter–Tochter Beziehung realisiert, der sich jedoch mehr aus dem Blickwinkel der Mutter abspielte, darauf aufbauend wollte sie einen Film machen aus dem Blick einer Tochter. So begann sie 2011 über die Energie der Jugend von Tunesien zu schreiben, die nach und nach der Zerstörung durch das System ausgesetzt war. Erste Idee zur Umsetzung für den Film war dabei, die Hauptdarstellerin als eine Bloggerin erscheinen zu lassen, die ihren Blog vor der Familie verborgen halten würde. Da jedoch ein Film mit so einer Hauptdarstellerin, die nur vor dem Computer sitzt, filmisch nicht sehr ansprechend sein würde, beriet sich Bouzid mit ihrer Koautorin Chambon erneut über die Rolle der Figur Farah und so entstand daraus die Idee, Farah eine Sängerin sein zu lassen. Das war auch Bouzid nah, die während ihrer Highschool-Zeit oft selber Konzerte besucht hatte auf denen Bands auftraten, die es am nächsten Tag schon gar nicht mehr gab. Diese Bandidee lieferte viele Bilder in ihrem Kopf und ließ die Idee des Films während des Schreibens immer größer werden. Sie schrieb zuerst die Geschichte, beschrieb die Art der Musik und Instrumente, die sie sich für den Film vorstellte und suchte dann einen Freund auf, mit dem sie ihre französischen Texte besprach. Sie traf sich mit vielen Musikern und traf dann den Musiker Khyam Allami und das war das eigentliche Glück, der in der Lage war die Songs für die Stimme der Hauptdarstellerin zu schreiben. Ihn traf Bouzid durch Zufall bei einem Konzertbesuch in Paris, wo er mit seiner Band „Alif  Ensemble“ auftrat. Die Musik habe Bouzid mitgerissen, präsentiert von 5 Musikern aus verschiedenen arabischen Ländern, der bekannte Künstler Allami einer von ihnen. Für die fiktive Band habe sie eine elektrische Rockband mit elektrischer Oud gewollt, eine akustische Mischung aus Rock und elektronischer Musik mit der Energie der populären traditionellen tunesischen Musik, von Mezwed und den Frauengesängen aus der Region um El Kef, den „Mensiettes“. Daran arbeitete sie zusammen mit Allami.
Um die Geschichte weiter zu verankern, wählte Bouzid die tunesische Revolution als Hintergrund, um so durch die Figur Farah den kollektiven Drang, der letztlich zum Sturz des ehemaligen tunesischen Präsidenten Zine el-Abidine Ben Ali führte, festhalten zu können. Das Mutter–Tochter–Gespann bildet den Kern der Familiengeschichte. Die Schauspielerin der Farah wurde aus 500 Mädchen und jungen Frauen im Alter zwischen 16 und 25 Jahren ausgewählt. Sie ist keine professionelle Sängerin und war eine Newcomerin vor der Kamera. Beim Casting sang sie, sehr zur Freude von Bouzid, Amy Winehouse und es stellte sich heraus, dass sie – anders als zuvor angegeben – keine Chorsängerin war. Für die Rolle der Mutter schwebte ihr eine Frau mit lockigem Haar vor, etwas älter aber schön, die mit der Schauspielerin Ghalia Benali, einer bekannten und professionellen Sängerin, der Rolle der Farah optisch als Mutter ähnelt. Da Benali beruflich sehr beschäftigt war, haben die beiden Hauptdarstellerinnen nicht viel Zeit miteinander im Vorfeld verbracht. Die Chemie zwischen den Frauen haber aber laut Bouzid von Anfang an gestimmt. Für die Rolle der Inès, schrieb Bouzid den Charakter etwas um, nachdem sie Deena Abdelwahed bei einem Konzert gesehen hatte. Ursprünglich sollte auch der Keyboarder eine männliche Rolle sein. Ahlem, eine Nebenrolle im Film in Figur der Haushaltshilfe, gespielt von Najoua Mathlouthi, in Farahs Elternhaus, entstammt einer Begegnung Bouzids mit ihr im Haus von Hauptdarstellerin Baya Medhaffar. Sie beobachtete das enge Verhältnis der Frauen und entschied, dass sie genau die wäre, die Bouzid sich für die Rolle der Haushaltshilfe vorstellte. Sie habe sich mit ihrer Klasse von all den anderen Frauen des Castings abgehoben. Die Dreharbeiten waren etwas schwierig mit ihr, da sie nicht lesen konnte, aber durch die Tatsache, dass sie oft Sprichwörter einbrachte, bereicherte sie die Rolle, wie Bouzid einmal erzählte.
Nach eigener Aussage sei es Bouzid ein Anliegen gewesen, dieses Aufbrausen der Revolution in Tunesien festzuhalten. Sie habe zeigen wollen, was das tunesische Volk in 23 Jahren unter Ben Ali–Regentschaft im erstickten Alltag oder unter Polizeigewalt erlebt habe. Es sei für sie klar gewesen, dass sie diesen Film schnell umsetzen musste, solange der Freiheitswind noch spürbar war. Es sei ihr ebenfalls wichtig gewesen, dass die Figuren in sich schlüssig waren. Sie habe ehrlich sein wollen mit ihrer Fiktion und seiner „kontextuellen, historischen Verankerung“. Sie habe vor allen Dingen die Angst der Menschen zeigen und festhalten wollen als eine Art „Schutzschild gegen ein mögliches Wiederaufflammen“. Ihr sei bei den Dreharbeiten aufgefallen, dass die Leute bereits Teile ihrer Reflexe jener Zeit abgelegt hatten. Für Bouzid auf eine Art ein gutes Zeichen, das darauf deute, dass man das Schlimmste bereits hinter sich habe. Sie sei jedoch auch der Meinung gewesen, dass man sich gegen dieses Vergessen zu wehren habe, worin sie eine der Aufgaben des Kinos sehe. Ihr Interesse bestand darin die „energiegeladenen und kreativen jungen Menschen zu filmen“, die täglich um ihre Existenz kämpfen würden, von der jedoch selten gesprochen werden würde, verdrängt durch Berichte über Extremismus und Gewalt. Durch die Figur Farah wollte sie dieser Jugend eine Stimme geben, indem sie zeigen wollte, dass diese Generation von einem Terror mundtot gemacht wird, der aus dem System herauskommen würde. Durch das Filmen an Orten mit Alltagsatmosphäre wollte sie die Menschen einfangen, die dort leben und arbeiten.

### Dreharbeiten

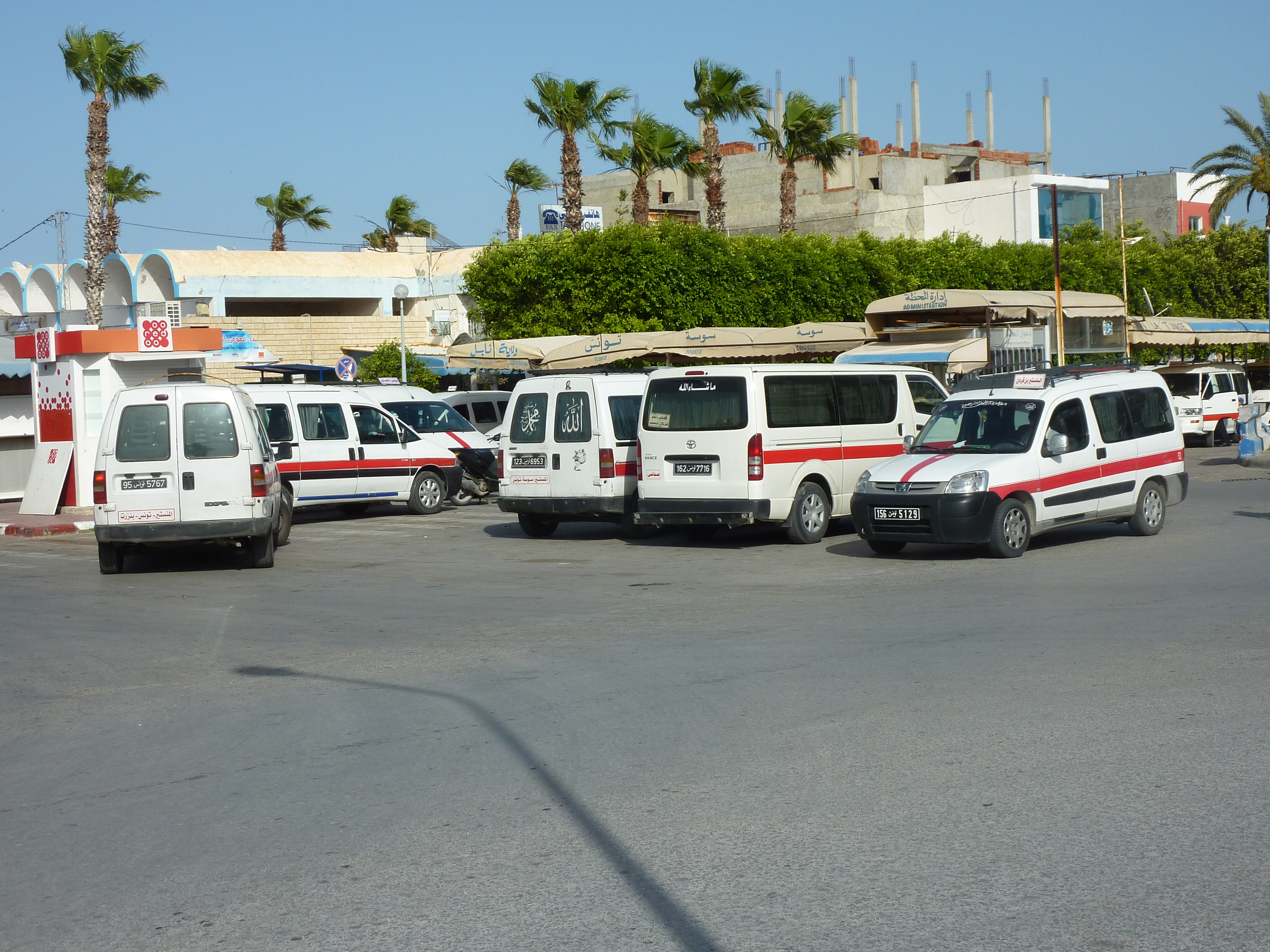
Louages (Überlandtaxen) in Monastir, Tunesien

Voraus gingen den Dreharbeiten 3 Wochen, in denen die Mitglieder der Band am Vormittag probten. Am Nachmittag probte die Regisseurin mit jeweils einem oder mehreren Schauspielern die Szenen des Drehbuchs. Dabei entstanden ein paar Änderungen der Dialoge durch Anregung der Hauptdarstellerin, Ghalia Benali, die selber Mutter im realen Leben ist, und sich so einbrachte mit ihrer Erfahrung, wie eine Mutter etwas sagen würde. Drehstart war am 1. September 2014, über 6 Wochen bis zum 11. Oktober 2014. Drehorte waren Tunis, die Phosphatminen von Gafsa – ein Ort, von dem der Widerstand gegen das Regime Ben Ali lange vor der Selbstentzündung von Mohamed Bouazizi ausging, bereits 2008 formierten sich Unruhen dort – für Bouzid eine Hommage an die Minenarbeiter. Weiterer Drehort war die Station am Souk Moncef Bey, Sammelpunkt für Sammeltaxen – Minibusse mit bis zu maximal 8 Passagieren plus Fahrer, den Louages in Tunesien – und Busabfahrten in die südlichen Städte des Landes wie Sousse, Monastir, El Jem, Mahdia, Sfax, Gabès, Sidi Bouzid, an der Farah spurlos verschwindet.
Technisch herausfordernd waren die Dreharbeiten der musikalischen Szenen, weil die Musik gleichzeitig live aufgenommen werden musste. So entstand auch die erste große musikalische Szene in einem Restaurant mit echten Besuchern desselben. Die Leute waren sich darüber bewusst, dass sie für einen Filmdreh da waren, dennoch war alles vorbereitet wie für ein reales Konzert. Mit ihrem Kameramann Sébastien Goepfert wollte Bouzid die Szene real eingefangen haben, mit allen Emotionen und nicht am Ende den Eindruck eines Musikvideos hinterlassen. Es habe 5 oder 6 Einstellungen dieser Szene gegeben, erinnerte sich Bouzid im Gespräch mit Stephen Saito, nach ungefähr der 3. Wiederholung sangen die Restaurantbesucher bereits mit, sehr schön für Bouzid zu sehen, da sie nach der letzten Wiederholung immer noch mit Freude dabei waren. In einer weiteren Barszene, während Farah mit ihrem Vater Mahmoud spricht, ist im Hintergrund der Vater der Regisseurin, Nouri Bouzid, zu sehen. Glück für die Dreharbeiten der Szene in der Mutter Hayet mit hoher Geschwindigkeit Auto fährt, war auch, dass Ghalia Benali selber Auto fährt und so überhaupt keine Angst hatte vor dem hohen Tempo, dadurch die Angst um die Tochter gut eingefangen werden konnte. Für diese ebenfalls technisch herausfordernde Szene gab es nur einen Drehtag, aber alles klappte gut, laut Bouzid. Als „delikateste Szene“ bezeichnete die Regisseurin den Dreh, als Hayet in die Bar geht um den Freund ihrer Tochter, Borhène, zu treffen. Wieder reale Besucher als Statisten in der Bar anwesend, ein Ort mit üblem Ruf, nur von Männern frequentiert, die die eintretende Schauspielerin „beinahe obszön musterten“. Der unangenehme Druck war selbst für die Frauen im Team spürbar, berichtete Bouzid, da mit Darstellerin Benali die Szene mehrfach gedreht werden musste und sich die Hauptdarstellerin immer wieder diesen Blicken aussetzen musste.

## Rezeption
Der durch Blue Monday Productions (Frankreich) und Propaganda Production (Tunesien) produzierte und Hélicotronc (Belgien) koproduzierte Film entstand mit Support von 13 weiteren Ministerien, Filmfestivals und Funds, beispielsweise dem Sanad Abu Dhabi Film Festival Fund, dem Centre National de la Cinématographie oder dem Arab Fund for Arts and Culture und feierte seine Weltpremiere bei den Venice Days der Internationalen Filmfestspiele von Venedig 2015. Mitte September 2015 folgte die Kanada–Premiere beim Toronto International Film Festival. In Tunesien feierte der Film seine Premiere im November 2015 beim Carthage Film Festival und in Deutschland erstmals ebenfalls im November 2015 bei den Französischen Filmtagen Tübingen-Stuttgart. Nach genau 5 Jahren und einem Tag nach Ende des Regimes von Langzeitherrscher Ben Ali wurde der Film in den tunesischen Kinos gezeigt und verbuchte, laut Bouzid in einem Interview anlässlich der US-Premiere beim Tribeca Film Festival 2016, bis dahin 50.000 verkaufte Tickets, sehr viel, ihrer Aussage nach, für so ein kleines Land mit wenigen Kinosälen. Der Film wurde bei zahlreichen Festivals weltweit gezeigt. Kinostart in Deutschland war am 6. Oktober 2016. DVD-Video und Blu-ray Disc waren ab 3. Mai 2016 in der Originalfassung mit deutschen, französischen und englischen Untertiteln erhältlich. Der Arbeitstitel des Films lautet Dieu protège ma fille und hat neben mehr als 10 weiteren internationalen Titeln auch den englischen Titel As I Open My Eyes. Die Kommission des National Centre of Cinema and Image (CNCI) wählte den Film im September 2016 aus, um Tunesien bei der kommenden Oscarverleihung 2017 als Besten fremdsprachigen Film zu repräsentieren. Ursprünglich sollte Fleur d’Alep von Ridha Behi für Tunesien in den Wettbewerb gehen, da der Film aber bis dahin nicht gezeigt wurde erfüllte er nicht die nötigen Kriterien für eine Bewerbung. Deshalb wurde der Film von Bouzid ebenfalls eingereicht, was offenbar als „Mangel an Ernsthaftigkeit“ gewertet wurde und zur Disqualifikation des tunesischen Beitrags geführt haben soll.

### Musik
Der Soundtrack zum Film wurde durch das Label: Nawa Recordings am 18. März 2016 herausgegeben und enthält 14 Titel, komponiert, arrangiert und produziert von Khyam Allami für die fiktive Band des Films Joujma. Unterstützt durch Oud–Hintergrundmusik und einem weiteren Track von Maurice Loucas mit dem Titel Benhayyi Al-Baghbaghan (en: Salute the Parrot) entstand unter enger Zusammenarbeit von Allami und Bouzid in den frühen Phasen des Castings, der Vorproduktion bis hin zur endgültigen Tonmischung die Entwicklung eines neuen und jugendlichen Sounds für die Band, wie das Label in seiner Beschreibung zum Soundtrack veröffentlichte. Der Sound sei geprägt durch tunesische Volksmusik, wie die vokalisierenden Lieder der Stadt El Kef aber auch inspiriert durch Künstler wie Patti Smith, PJ Harvey und alternativen Rockbands wie Sonic Youth und Stereolab. Bei allen Mitgliedern der fiktiven Band Joujma handelte es sich um Amateure, wobei die Charaktere Ska und Sami im realen Leben Brüder sind. Allami arbeitete im Vorfeld viel mit dem Charakter Farah, um ihre Stimme für die Songs zu finden. Er brachte der fiktiven Band die Songs auswendig bei, darauf bedacht, auf ihre natürliche Musikalität einzugehen und auch den natürlichen aber gewollten Effekt von Amateuren während der Darbietungen zu erhalten. Der tunesische Schriftsteller Ghassen Amani schrieb die Songtexte in der Umgangssprache des tunesischen Arabisch, angepasst an den „narrativen und dramatischen Kontext des Films“. Für Allami waren die Texte von Amani eine Art Katalysator für seine Kompositionen. Alle Songs wurden live von der Band gespielt und danach in einem Tonstudio in Tunis für den ersten Teil des Albums aufgenommen, versehen mit Illustrationen der libanesischen Designerin Jana Traboulsi und zusammen mit einer Broschüre in den Sprachen Arabisch, Englisch und Französisch herausgegeben.

### Besetzung

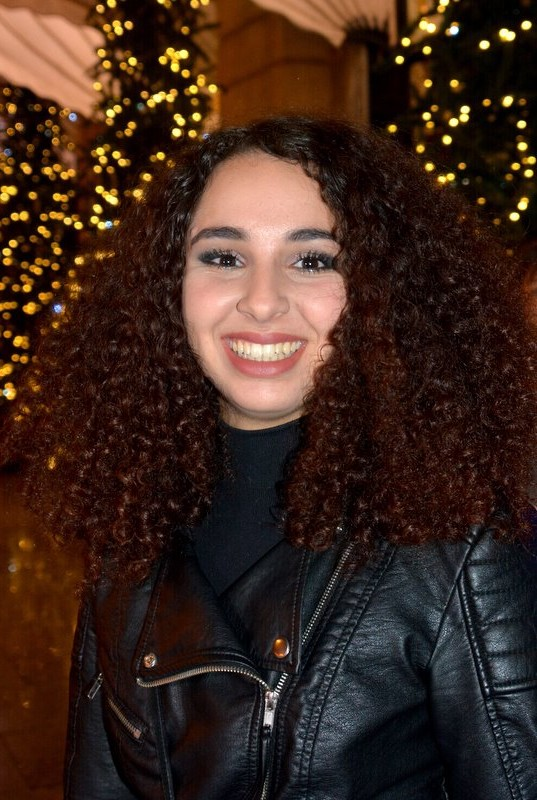
Baya Medhaffar beim César Revelations Dinner am 11. Januar 2016, spielt Farah
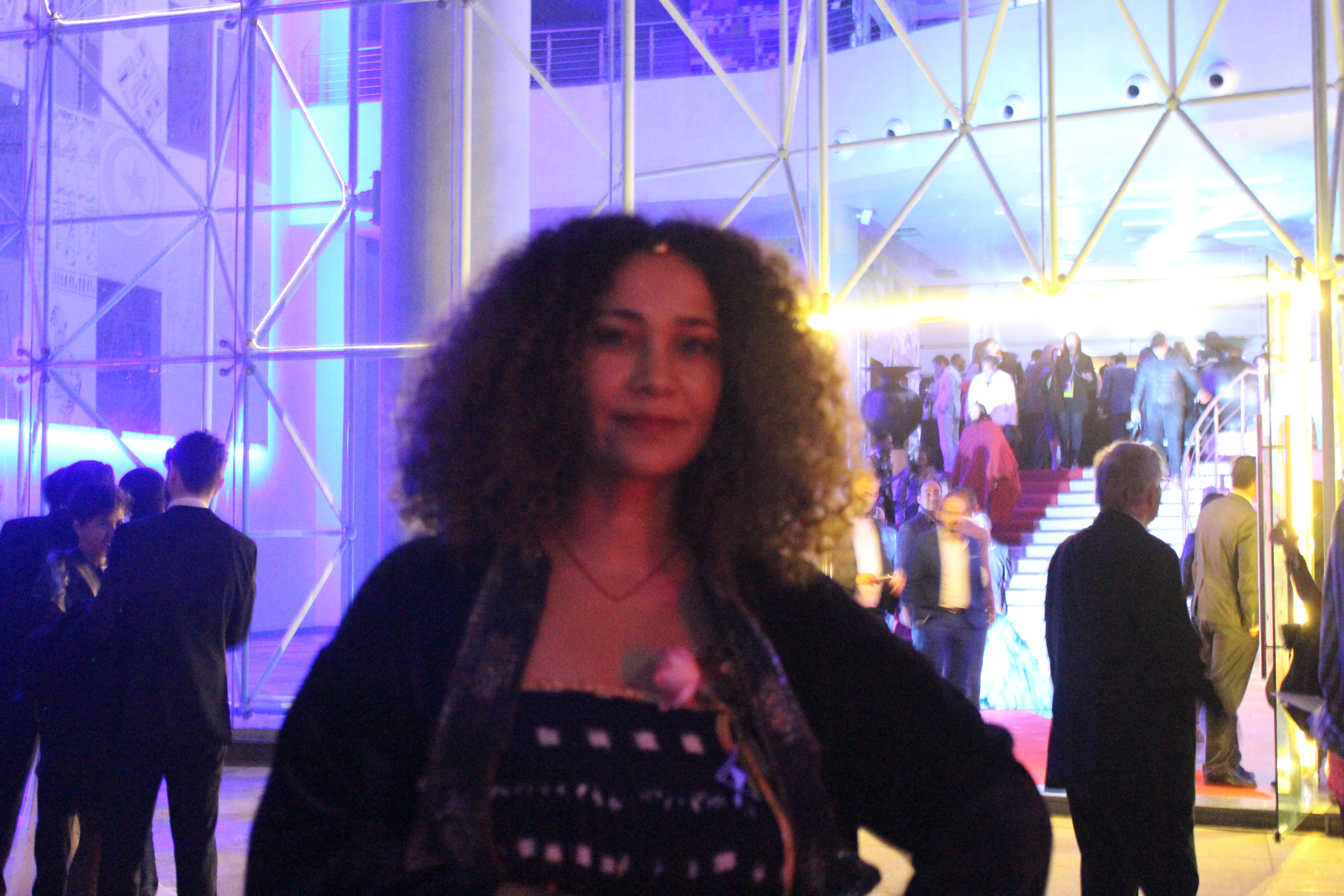
Ghalia Benali bei der Eröffnungszeremonie des Carthage Film Festivals 2018, Tunesien, spielt Hayet

## Kritiken
Der Film konnte 100 % der 18 Kritiker auf Rotten Tomatoes überzeugen. Er erhielt auf Metacritic einen Score von 74 von 100 möglichen Punkten, basierend auf 11 Kritiken, darunter unter anderem die Kritiken der Los Angeles Times, Variety oder auch The New York Times.
La Maison de L’Image in Aubenas stellte anlässlich der Begegnung des europäischen Kinos 2016 eine sehr umfangreiche Pressemappe zusammen. Darin findet sich auf 46 Seiten eine Sammlung von Kritiken aus Veröffentlichungen von beispielsweise Positif Nr. 659 vom Januar 2016, dem Cahiers du Cinema Nr. 718 vom Januar 2016, Le Monde vom 23. Dezember 2015, La Croix vom 23. Dezember 2015, Libération vom 22. Dezember 2015, Jeune Afrique vom 23. Dezember 2015 und vielen weiteren französischsprachigen Zeitschriften oder Fachmagazinen, deren Echo zum Film überwiegend positiv ausgefallen ist.
Nach den Premieren bei Festivals in Venedig und Toronto griff Boyd van Hoeij für The Hollywood Reporter den Film auf und bescheinigte ihm als Gesamtfazit „eine häufig bekannte, aber rührende Geschichte“ zu sein, in der Ghalia Benali „es schwer hat, ihre rebellische Rock-Chick-Tochter in Schach zu halten“. Er lobte die Arbeit von Kameramann Goepfert während der Konzertsequenzen, in denen er sich „von seiner besten Seite“ gezeigt habe und damit dem Film mit einem „Gefühl der Kraft und des visuellen Schwungs, das zu den Liedern der Band passt“ verholfen habe.
Für die Huffpost traf sich E. Nina Rothe am 17. September 2015 im Garten der Villa degli Autori in Venedig mit der Regisseurin des Films und bat in ihrer Zusammenfassung darum, einfach mal die Tatsache zu vergessen, dass bereits das Publikum bei den Venice Days, unter „all den großartigen Filmen in dieser Reihe“ diesen Film zu seinem Favoriten gewählt habe, auch solle man die „fantastischen Auftritte von Baya Medhaffer als Farah“ vergessen, dem „Möchtegern-Rockstar und jugendlichen ‚Revolutionär‘“ an der Seite der bekannten Sängerin Ghalia Benali als „ihre starke, fürsorgliche, schöne Mutter Hayet“. Weiter bat Rothe die Tatsache beiseite zu schieben, dass der Film auch vom SANAD Fund aus Abu–Dhabi gefördert wurde und die „eindringlichen Lieder und poetischen Texte von Khyam Allami, die den Soundtrack ausmachen“, bereits bekannt seien, denn jenseits all dieser Zeugnisse „liegt ein großartiger Film. Ein Film mit Herz und Leidenschaft, der Träume färben und Tage inspirieren kann“.
In ihrer Filmkritik zum deutschen Kinostart schrieb Gaby Sikorski für Programmkino, dass der Film „beinahe ein Musikfilm, auf jeden Fall aber ein Drama“ sei, aus dem die Regisseurin „ein energiesprühendes, kaum verhülltes politisches Statement“ aus der Sicht der jungen Frau und deren Mutter gemacht habe. „Kunstvoll und beiläufig“ habe Bouzid die Geschichte von Farah und deren Familie mit den Problemen des Landes „verknüpft“. Sie hob weiter die wichtige Rolle der Musik im Film hervor, „arabischer Rock, der ebenso eingängig wie innovativ ist“, mit dem sich „traditionelle Rhythmen mit elektronischen, manchmal sogar unerwartet glamourösen Klängen“ verbinden würden. Auch die Tatsache, dass Farah keine „große Rockröhre“ sei, würde umso mehr „zur Persönlichkeit und zum Film“ passen.
Ebenfalls zum deutschen Kinostart befasste sich Redakteur, Autor und Moderator Ullrich Sonnenschein für epd Film mit Bouzids „erstaunlichem“ Erstlingsfilm, der „die Bedürfnisse einer aufgeklärten Bevölkerung nach gesellschaftlicher Freiheit“ darlegen würde. Er sah in dem „relativ offenen Schluss“ auch das „mögliche Scheitern eines Kampfes, der kein konkretes Ziel hat“ verborgen und der auch „nicht mit einer eindeutigen Ideologie“ verbunden sei.
„Leyla Bouzids Hymne an die Freiheit“ nannte Anaïs Heluin seine Filmbetrachtung in der Überschrift für Le Point im Dezember 2015 und fühlte sich mit Bouzids Hauptfigur Farah etwas erinnert an die Hauptfigur aus dem Spielfilm Blau ist eine warme Farbe von Regisseur Abdellatif Kechiche, mit dem Bouzid als Regieassistentin zusammengearbeitet hatte. Er stellte heraus, dass Kaum öffne ich die Augen „stark auf die jüngsten Verhaftungen junger Künstler unter dem Deckmantel des Gesetzes 52“ anspiele und führte weiter dazu aus, dass wenn die Regisseurin „dieses Gesetz verurteilt, das gestern wie heute als Vorwand für die Verhaftung von Personen dient, die von der Regierung als störend eingestuft werden“, dann würde sie dies „ohne Worte“ tun. Für ihn sei der Film „un constat d’échec“ (ein Fehler in sich selbst), da Bouzid weit davon entfernt sein würde die „Entmutigung auszudrücken“ mit der sie zeigen würde wie sehr „die Vergangenheit ein Spiegel der Gegenwart ist“. Die „lakonische, aber leidenschaftliche Beziehung“ von Mutter und Tochter sei aber bei weitem die „komplexeste und interessanteste des Films“.
Laut Bouzid sei der Film sehr gut aufgenommen worden, wie sie ihrem Gesprächspartner Stephen Saito für The Moveable Fest in einem Interview sagte. Die Menschen hätten sich durchweg begeistert gezeigt, etwas von dem Land Tunesien zu entdecken, was sie bisher noch nicht kannten. Es sei, laut Aussage der Regisseurin, bereichernd gewesen zu sehen, wenn Jugendliche ihr gesagt hätten, sich selbst in dem Film wiedergefunden zu haben. So bezeichnete Saito in seiner Veröffentlichung, anlässlich des Filmstarts in New York City und Los Angeles im September 2016, den Film mit seiner „ausgeprägten kulturellen Sinnlichkeit“ und „emotionalen Sensibilität“ im Angesicht der zahlreichen Performances von Farah „voller Nervenkitzel rebellischer Kunst“. Als ein „wunderbarer, dynamischer und bewegender Film“ der wegen „der klugen Dramaturgie, der mitreißenden Musik und der entfesselten Kamera von Sébastien Goepfert“ das Erstlingswerk von Bouzid zu dem gemacht habe, was es ist, „ein künstlerisches und menschliches Dokument von höchster Qualität“ bewertete Hanspeter Stalder für das Schweizer Portal Der andere Film in seiner Betrachtung das Werk.

## Auszeichnungen
- 2015: Europa Cinemas Label Award – Venice Days der Internationalen Filmfestspiele von Venedig 2015
- 2015: Publikumspreis – Venice Days der Internationalen Filmfestspiele von Venedig 2015
- 2015: Bayard d’or – Festival international du film francophone de Namur
- 2015: Publikumspreis Bester Film – Festival International du Film de Saint-Jean-de-Luz
- 2015: Jurypreis Bester Film – Festival International du Film de Saint-Jean-de-Luz
- 2015: Jurypreis Beste Schauspielerin – Baya Medhaffer – Festival International du Film de Saint-Jean-de-Luz
- 2015: Publikumspreis – Bastia (Internationales Film Festival Korsika)
- 2015: Prix Erasmus – Festival international du Film de Bordeaux
- 2015: Special Jury Mention – Festival International de cinéma War on Screen
- 2015: Ibis d’or Beste Filmmusik – Festival du Cinéma et Musique de Film de La Baule
- 2015: Ibis d’or Beste Schauspielerin – Festival du Cinéma et Musique de Film de La Baule
- 2015: Ibis d’or Bester Film – Khyam Allami – Festival du Cinéma et Musique de Film de La Baule
- 2015: Preis „Junge Jury“ – Festival Lumières d’Afrique de Besançon
- 2015: Bester Nachwuchsfilm – Französische Filmtage Tübingen-Stuttgart
- 2015: Tanit de bronze – Carthage Film Festival
- 2015: TV5 Monde Award Bestes Erstlingswerk – Carthage Film Festival
- 2015: FIPRESCI-Preis der internationalen Kritik – Carthage Film Festival
- 2015: „Mention spécial“ der Jury UGTT – Carthage Film Festival
- 2015: Best Technician Award – Carthage Film Festival
- 2015: „Mention spécial“ – Ghalia Benali – Festival Cinéma Méditerranéen de Bruxelles
- 2015: Publikumspreis – Festival Cinéma Méditerranéen de Bruxelles
- 2015: Kritikerpreis – Festival Cinéma Méditerranéen de Bruxelles
- 2015: Grand Prix „Muhr Award“ – Dubai International Film Festival
- 2016: Kering Foundation „Women in Motion Young Talent Award“ – Internationale Filmfestspiele von Cannes 2016
- 2016: Bester Film – East End Film Festival (EEFF) in London
- 2016: Sir Peter Ustinov Preis – Lucas
- 2017: Jury Prize Beste Schauspielerin – Baya Medhaffer – Riviera International Film Festival